# Rio Guarani
O rio Guarani é um curso de água que banha o estado do Paraná. Pertence a bacia do rio Iguaçu, sendo um afluente deste.
O rio banha os municípios de Três Barras do Paraná, Quedas do Iguaçu, Catanduvas, Espigão Alto do Iguaçu, Guaraniaçu e Nova Laranjeiras, na região oeste do estado.